# Мерай-Хорват, Опика фон
Опика фон Ме́рай-Хорва́т (нем. Opika von Méray Horváth, иногда Жофия Мирей-Хорват, венг. Méray-Horváth Zsófia; 30 декабря 1889, Арад, ныне Румыния — 25 апреля 1977, Будапешт) — венгерская фигуристка, трёхкратная чемпионка мира (1912, 1913 и 1914 годы).
Начала кататься на коньках в Будапеште. Она — вторая венгерская фигуристка-одиночница после Лили Кронбергер, выступавшая на высшем международном уровне. В Вене, в 1911 году, она стала второй после Кронбергер. Затем последовательно выиграла три золотых медали чемпионатов мира 1912, 1913 и 1914 годов.
Первая мировая война прервала её спортивную карьеру. Позже Мирей-Хорват работала преподавателем языков.
В 1997 году была введена в Зал славы мирового фигурного катания.

## Спортивные достижения
| Соревнование/Год | 1911 | 1912 | 1913 | 1914 |
| Чемпионаты мира  | 2    | 1    | 1    | 1    |